# Мохамед ел Оваис
Мохамед ел Оваис (арап. محمد العويس‎, романизовано Mohammed Al-Owais; Ел Хаса, 10. октобар 1991) професионални је саудијски фудбалер који игра на позицији голмана.

## Клупска каријера
Професионалну каријеру започео је у редовима Ал Шабаба из Ријада за који је у саудијском првенству играо пет сезона.  У јулу 2017. као слободан играч прелази у редове екипе Ал Ахлија из Џеде.

## Репрезентативна каријера
За сениорску репрезентацију Саудијске Арабије дебитовао је 28. децембра 2013. у утакмици западноазијског првенства против селекције Палестине. 
Био је део националног тима и на Светском првенству 2018. у Русији, где је одиграо утакмицу другог кола групе А против Уругваја.

## Успеси и признања
ФК Ал Шабаб
- Саудијски куп (1): 2013/14.
- Саудијски суперкуп (1): 2014/15.